# 탭 (인터페이스)

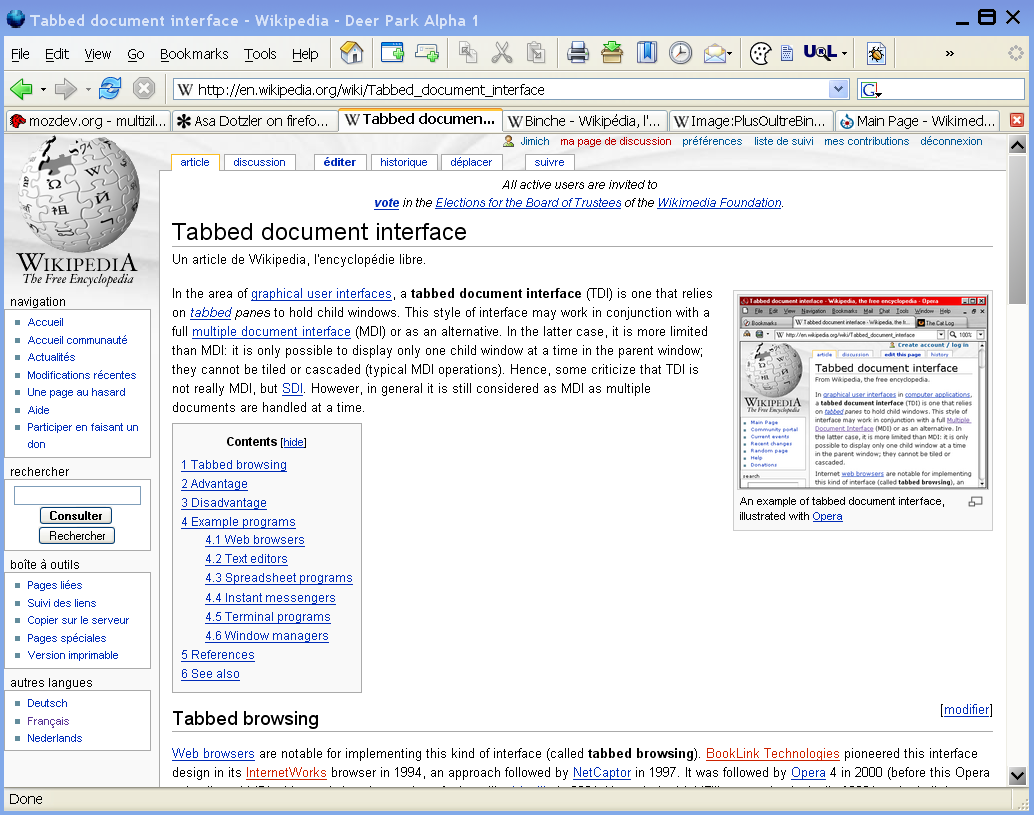
모질라 파이어폭스의 화면. 웹페이지의 렌더링 결과를 표시하는 영역과 URL 등을 입력하는 영역의 사이에 '탭 막대'라고 불리는 UI가 있다. 1개의 웹페이지에 1개의 탭이 대응하고 있다.

인터페이스 디자인에서 탭(tab)은 탭을 문서들 간의 전환을 위한 내비게이션 위젯으로 사용하여 하나의 창 안에서 여러 문서 또는 패널을 포함할 수 있도록 하는 그래픽 사용자 인터페이스 개체이다. 이는 창 관리자 및 타일링 창 관리자가 있는 웹 브라우저, 웹 애플리케이션, 문서 편집기 및 기본 설정 패널과 가장 일반적으로 관련된 인터페이스 스타일이다.
탭 브라우징은 하나의 창 안에 여러 탭을 생성해서 각 탭을 통해 브라우징을 하는 것을 말한다. 이러한 스타일을 탭 문서 인터페이스(Tabbed Document Interface, TDI)로 부른다. 이는 웹 브라우저에만 국한되지 않고 웹 애플리케이션, 문서 편집기, 워드 프로세서나 스프레드시트 등에서 널리 쓰이는 스타일이다. 탭 문서 인터페이스, 곧 TDI라는 이름은 다중 문서 인터페이스 (MDI)와 단일 문서 인터페이스 (SDI)를 위한 마이크로소프트 윈도우 표준과 비슷하지만 TDI는 마이크로소프트 윈도우 사용자 인터페이스 가이드라인의 일부는 아니다.

## 역사
1982년 IBM PC용 워드비전 도스 워드 프로세서는 탭 인터페이스를 사용한 최초의 상용 제품이었다. 1994년 PC 매거진은 해당 제품이 소프트웨어 사업의 자유 R&D 부문 역할을 했으며 그 뼈대는 이른바 새로운 개념을 찾으려는 프로그래머들이 10년에 걸쳐 이루어졌다고 기록하였다.

## 웹 브라우저
웹 브라우저의 경우 오페라가 맨 처음 지원을 한 것으로 알려져 있다. 인터넷 익스플로러 6 이전에는 이 탭 브라우징이 지원되지 않아서 웹사이트의 링크에 따라 창 여러 개를 열고 브라우징을 해야 했으나 7 버전부터 이 탭 브라우징이 적용되었다.
인터넷 익스플로러 7 이후 버전 이외의 탭 브라우징을 지원하는 웹 브라우저는 사파리, 모질라, 모질라 파이어폭스, 오페라, 구글 크롬 등이 있다.

## 탭 브라우징 효과
탭 브라우징을 함으로써의 효과는 편리와 전력소모 절감이다. 전력소모에 대한 객관적 사실은 이 링크를 클릭하면 알 수 있다.

## 경고창
인터넷 익스플로러에서는 2개 이상의 탭이 열려 있는 창을 닫을 때 대화 창이 나온다.

## 복구 기능
대부분의 웹 브라우저는 껏다 켰을때 이전에 열려있었던 탭을 자동으로 복구해주는 기능이 있다.
하지만 드믈게 탭 복구 기능이 정상 작동하지 않는 경우도 있는데 이런 경우 다음과 같은 방법으로 해결가능하다. (파이어폭스 기준)
≡ 메뉴 → 기록 → 최근에 닫은 창 → 모든 창 다시 열기

## 같이 보기
- 그래픽 사용자 인터페이스